# Docilità
La docilità è un comportamento che si manifesta come una volontaria disposizione a lasciarsi guidare o a sottomettersi a chi si ritenga pensi o agisca per il bene altrui. Questo atteggiamento materialmente si esprime nell'obbedire a un'entità, materiale o spirituale, ritenuta superiore per effettivo potere o carisma, o nel conformare i propri agli altrui comportamenti. come ad esempio accade nel rapporto maestro-discepolo.

## La docilità forzata
La naturale mitezza o remissività di carattere può causare l'irriflessa e spontanea accettazione di buon grado di quanto voluto, imposto o suggerito da altri o può essere la conseguenza di una suggestione persuasiva raggiunta forzatamente: in questo caso si tratta di «un indebolimento dell'autonomia, [di] un'incapacità di pensare autonomamente, e [di] una distruzione delle credenze e delle affiliazioni.» ottenute tramite il cosiddetto lavaggio del cervello inteso come una  «rieducazione involontaria di valori e credenze basici.»

## La docilità nel rapporto discepolo-maestro
La docilità nelle relazioni tra discepolo e maestro è una virtù intellettuale che si traduce praticamente nell'acquisizione di conoscenza tramite l'esperienza: come avverte Aristotele: «bisogna por mente alle asserzioni e opinioni non dimostrate degli uomini esperti o vecchi o saggi non meno che alle dimostrazioni: infatti essi, avendo la vista esercitata dall'esperienza, vedono rettamente.»
San Tommaso, seguendo il pensiero di Macrobio, sostiene che la stessa fede nasce dalla docilità e dall'assenso agli insegnamenti di Dio come fa il discepolo nei confronti del suo maestro

## La docilità religiosa
Nell'ambito della dottrina cristiana la docilità è connessa alle virtù teologali in quanto queste ci insegnano la docile obbedienza al comando divino ed è collegata direttamente alla virtù cardinale della giustizia in quanto offre all'autorità la sottomissione che le è dovuta. La docilità nell'obbedire, è anche uno dei consigli evangelici che,  insieme alla povertà e alla castità, costituiscono l'oggetto dei voti emessi dai membri degli istituti di vita consacrata.
La docilità si presenta come una grande virtù sin dai tempi biblici del re Salomone quando Dio gli appare in sogno e gli domanda, in premio della sua fede, quale preghiera vuole che sia esaudita:
L'espressione cuore docile è comprensibile se si pensa che il cuore nella Bibbia indica non solo una parte fisica ma il centro dell'individuo, la sede della sua volontà e dei suoi giudizi, Cuore dunque è sinonimo di "coscienza" che è docile quando è capace di accogliere la verità e distinguere perciò il bene dal male. Come Salomone ognuno può essere re «per esercitare la grande dignità umana di agire secondo la retta coscienza operando il bene ed evitando il male. La coscienza morale presuppone la capacità di ascoltare la voce della verità, di essere docili alle sue indicazioni.»